# Bifurkation der Natur
Bifurkation der Natur (englisch bifurcation of nature) ist ein durch den britischen Philosophen Alfred North Whitehead eingeführter Begriff, der die Aufspaltung der Natur in der westlichen Philosophie bezeichnet. Unter der Bifurkation der Natur versteht Whitehead die ontologische Unterteilung der Welt in zwei getrennte Seinsbereiche, denen jeweils verschiedene Eigenschaften und Grade an Realität zugeschrieben werden. Wie Whitehead ausführt, postuliert die Bifurkation der Natur, dass es eine Welt jenseits der Wahrnehmung gebe, die für diese aber nicht erreichbar sei. Sie bestehe aus Objekten, die die eigentliche Natur konstituierten und damit Ursache für alle Wahrnehmung seien, umgekehrt aber jeglichem Zugriff durch die Wahrnehmung entzogen seien. Die Konsequenz daraus ist, dass nur die eigentliche Natur hinter der Wahrnehmung Wirkung entfalten könne, weshalb nur sie wirklich existiere – nicht aber die „Welt der Wahrnehmungen“. Letztere könne zwar durch die eigentliche Natur beeinflusst werden, ihrerseits aber keinen Einfluss auf die Natur nehmen. Dadurch ergibt sich für Whitehead der Widerspruch, dass die Natur einerseits Wahrnehmungen autorisiert, also ihre Quelle darstellt – andererseits aber keine Verbindung zwischen einer „objektiven“ Realität und einer „subjektiven“ Wahrnehmung bestehen darf.

„What I am essentially protesting against is the bifurcation of nature into two systems of reality, which, in so far as they are real, are real in different senses. One reality would be the entities such as electrons which are the study of speculative physics. This would be the reality which is there for knowledge; although on this theory it is never known. For what is known is the other sort of reality, which is the byplay of the mind. Thus there would be two natures, one is the conjecture and the other is the dream.“

„Wogegen ich grundsätzlich protestiere, ist die Bifurkation der Natur in zwei Wirklichkeitssysteme, die, insoweit sie wirklich sind, in unterschiedlicher Weise wirklich sind. Die eine Wirklichkeit wäre die der Entitäten, etwa von Elektronen, die Gegenstand der spekulativen Physik sind. Dies wäre die Realität der Erkenntnis; obwohl sie, nach dieser Theorie, nicht erkannt werden könnte. Denn was bekannt ist, ist die andere Art von Wirklichkeit, die begleitende Handlung des Geistes. Es gäbe dann also zwei Naturen: Die eine wäre die Vermutung, die andere der Traum.“

Die Tendenz zu einer solchen Bifurkation der Natur findet sich vor allem in der modernen westlichen Philosophie ab dem Barock und dominiert diese seit John Locke (Primäre und sekundäre Qualitäten) und Immanuel Kant (Subjekt-Objekt-Spaltung). Whitehead verwirft diese dualistische Trennung, weil sie eine Großzahl von Entitäten – etwa Sinneseindrücke, Ideen oder Entitäten, die zwischen den beiden Seinsbereichen liegen – als nicht existent klassifiziert oder sich außer Stande sieht, diese in Beziehung zu physischen Objekten zu setzen. Stattdessen fordert er einen Naturbegriff, der alles Wahrgenommene in sich aufnimmt, ohne die Quelle für Wahrnehmungen in einem hypothetischen, unsichtbaren Bereich der Realität zu suchen.

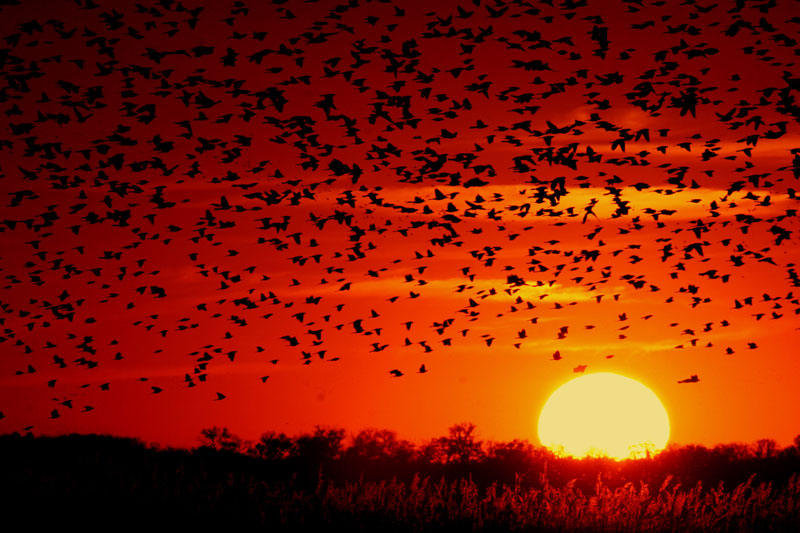
„For natural philosophy everything perceived is in nature.“ (Whitehead, 1920) Whitehead bemühte sich um einen Naturbegriff, der sowohl die Röte des Sonnenuntergangs in der Wahrnehmung des Auges als auch ihre naturwissenschaftliche Erklärung umfasste, ohne das eine auf das andere zu reduzieren oder zu einer reinen Einbildung zu erklären, wie er es den Vertretern der Bifurkation vorwarf.

Whitehead führte den Begriff der Bifurkation 1920 in seinem Buch The Concept of Nature ein. Alle seine späteren Werke widmete er dem Ziel, die Aufspaltung der Natur zu überwinden, wobei er sich von der Naturphilosophie hin zur Metaphysik bewegte. Whiteheads Schwierigkeit lag darin, nicht einfach hinter die Errichtung der Bifurkation zurückzufallen – etwa in den Monismus Spinozas oder die Monadologie Leibniz’ –, sondern die Trennung der Welt durch eine Philosophie zu beenden, die in der Lage ist, auch die Probleme zu lösen, auf die die Philosophen der Frühmoderne mit der Bifurkation reagiert hatten, etwa das Leib-Seele-Problem oder das Verhältnis von Abstraktionen und konkreten Objekten. Dabei stützte er sich vor allem auf die Philosophie von William James, der zuvor mit der Reinterpretation des „breach“ (deutsch Kluft, Lücke) zwischen Subjekt und Objekt ein ähnliches Ziel verfolgt hatte. Mit seiner Prozessphilosophie versuchte Whitehead zu ergründen, wie die vermeintlich getrennten Entitäten der beiden Seinsbereiche miteinander in Verbindung stehen und welche gemeinsamen Existenzweisen man ihnen zurechnen kann. Whiteheads Arbeit an der Bifurkation blieb wie dem Großteil seiner Philosophie eine breitere Rezeption im 20. Jahrhundert weitgehend verwehrt. Erst durch den Rückgriff Gilles Deleuzes und Félix Guattaris auf Whitehead gewannen sie an Beachtung; die Bifurkation der Natur spielt eine entscheidende Rolle in der Wissenschaftsphilosophie Isabelle Stengers’ und Bruno Latours.